# Megachile dolichognatha
Megachile dolichognatha is een vliesvleugelig insect uit de familie Megachilidae. De wetenschappelijke naam van de soort is voor het eerst geldig gepubliceerd in 1931 door Cockerell.